# Xã Manning, Quận Kidder, Bắc Dakota
Xã Manning (tiếng Anh: Manning Township) là một xã thuộc quận Kidder, tiểu bang Bắc Dakota, Hoa Kỳ. Năm 2010, dân số của xã này là 65 người.